# Alfa Romeo 158
Alfa Romeo 158 – samochód wyścigowy skonstruowany przez Alfa Romeo. W sezonie 1951 Formuły 1 pod nazwą Alfa Romeo 159.

## Wyniki w Formule 1
| Legenda oznaczeń w tabelach wyników Wyświetl szablon na nowej stronie | Legenda oznaczeń w tabelach wyników Wyświetl szablon na nowej stronie                                                                     |
| Oznaczenie                                                            | Wyjaśnienie |
| --------------------------------------------------------------------- | --- |
| Złoty                                                                 | Zwycięzca lub mistrzostwo |
| Srebrny                                                               | 2. miejsce lub wicemistrzostwo |
| Brązowy                                                               | 3. miejsce lub II wicemistrzostwo |
| Zielony                                                               | Ukończył, punktował (w klasyfikacji generalnej, gdy zdobył co najmniej jeden punkt na przestrzeni sezonu, poza trzema powyższymi opcjami) |
| Niebieski                                                             | Ukończył, nie punktował (w klasyfikacji generalnej, gdy nie zdobył co najmniej jednego punktu na przestrzeni sezonu)                      |
| Czerwony                                                              | Nie zakwalifikował się (NZ) |
| Czerwony                                                              | Nie prekwalifikował się (NPK) |
| Różowy                                                                | Nie ukończył (NU) |
| Różowy                                                                | Niesklasyfikowany (NS) (w klasyfikacji generalnej, gdy nie został sklasyfikowany w żadnym wyścigu sezonu)                                 |
| Czarny                                                                | Zdyskwalifikowany (DK) |
| Czarny                                                                | Wykluczony (WYK/EX) |
| Biały                                                                 | Nie wystartował (NW) |
| Biały                                                                 | Kontuzjowany (K/INJ) |
| Biały                                                                 | Wyścig odwołany (OD/C) |
| Bez koloru                                                            | Został wycofany (WYC/WD) |
| Bez koloru                                                            | Nie przybył (NP/DNA) |
| Bez koloru                                                            | Nie brał udziału w treningach (NT/DNP) |
| Bez koloru                                                            | Nie został zgłoszony (–) |
| Pogrubienie                                                           | Start z pole position |
| Kursywa                                                               | Najszybsze okrążenie wyścigu |
| †                                                                     | Nie ukończył, ale jego rezultat został zaliczony ze względu na przejechanie więcej niż 90% dystansu wyścigu.                              |
| *                                                                     | Sezon w trakcie |
| 1/2/3                                                                 | Punktowana pozycja w sprincie kwalifikacyjnym                                                                                             |
| Lista systemów punktacji Formuły 1                                    | |

| Rok  | Zespół         | Kierowcy                | Wyniki w poszczególnych eliminacjach | Wyniki w poszczególnych eliminacjach | Wyniki w poszczególnych eliminacjach | Wyniki w poszczególnych eliminacjach | Wyniki w poszczególnych eliminacjach | Wyniki w poszczególnych eliminacjach | Wyniki w poszczególnych eliminacjach | Wyniki w poszczególnych eliminacjach | Wyniki kierowców | Wyniki kierowców |
| 1950 |                |                         | Wielka Brytania                      | Monako                               | Stany Zjednoczone                    | Szwajcaria                           | Belgia                               | Francja                              | Włochy                               |                                      | Punkty           | Pozycja          |
| ---- | -------------- | ----------------------- | ------------------------------------ | ------------------------------------ | ------------------------------------ | ------------------------------------ | ------------------------------------ | ------------------------------------ | ------------------------------------ | ------------------------------------ | ---------------- | ---------------- |
| 1950 | Alfa Romeo SpA | Giuseppe Farina         | 1                                    | NU                                   | -                                    | 1                                    | 4                                    | 7                                    | 1                                    |                                      | 30               | 1                |
| 1950 | Alfa Romeo SpA | Juan Manuel Fangio      | NU                                   | 1                                    | -                                    | NU                                   | 1                                    | 1                                    | NU                                   |                                      | 27               | 2                |
| 1950 | Alfa Romeo SpA | Luigi Fagioli           | 2                                    | NU                                   | -                                    | 2                                    | 2                                    | 2                                    | 3                                    |                                      | 24               | 3                |
| 1950 | Alfa Romeo SpA | Reg Parnell             | 3                                    | -                                    | -                                    | -                                    | -                                    | -                                    | -                                    |                                      | 4                | 9                |
| 1950 | Alfa Romeo SpA | Gianbattista Guidotti   | NW                                   | -                                    | -                                    | -                                    | -                                    | -                                    | -                                    |                                      | 0                | NS               |
| 1950 | Alfa Romeo SpA | Consalvo Sanesi         | -                                    | -                                    | -                                    | -                                    | -                                    | -                                    | NU                                   |                                      | 0                | NS               |
| 1950 | Alfa Romeo SpA | Piero Taruffi           | -                                    | -                                    | -                                    | -                                    | -                                    | -                                    | NU                                   |                                      | 0                | NS               |
| 1951 |                |                         | Szwajcaria                           | Stany Zjednoczone                    | Belgia                               | Francja                              | Wielka Brytania                      | Niemcy                               | Włochy                               |                                      | Punkty           | Pozycja          |
| 1951 | Alfa Romeo SpA | Giuseppe Farina         | 3                                    | -                                    | 1                                    | 5                                    | NU                                   | NU                                   | 3                                    | 3                                    | 19               | 4                |
| 1951 | Alfa Romeo SpA | Juan Manuel Fangio      | 1                                    | -                                    | 9                                    | 1                                    | 2                                    | 2                                    | NU                                   | 1                                    | 31               | 1                |
| 1951 | Alfa Romeo SpA | Emmanuel de Graffenried | 5                                    | -                                    | -                                    | -                                    | -                                    | -                                    | NU                                   | 6                                    | 2                | 17               |
| 1951 | Alfa Romeo SpA | Consalvo Sanesi         | 4                                    | -                                    | NU                                   | 10                                   | 6                                    | -                                    | -                                    | -                                    | 3                | 12               |
| 1951 | Alfa Romeo SpA | Gianbattista Guidotti   | NW                                   | -                                    | -                                    | -                                    | -                                    | -                                    | -                                    | -                                    | 0                | NS               |
| 1951 | Alfa Romeo SpA | Luigi Fagioli           | -                                    | -                                    | -                                    | 1                                    | -                                    | -                                    | -                                    | -                                    | 4                | 11               |
| 1951 | Alfa Romeo SpA | Felice Bonetto          | -                                    | -                                    | -                                    | -                                    | 4                                    | NU                                   | 3                                    | 5                                    | 7                | 8                |
| 1951 | Alfa Romeo SpA | Paul Pietsch            | -                                    | -                                    | -                                    | -                                    | -                                    | NU                                   | -                                    | -                                    | 0                | NS               |